# Robert Doisneau
Robert Doisneau [ʁɔbɛʁ' dwano'] (* Gentilly, a prop de París, 14 d'abril de 1912 - París, 1 d'abril de 1994) va ser un fotògraf francès.

## Els inicis

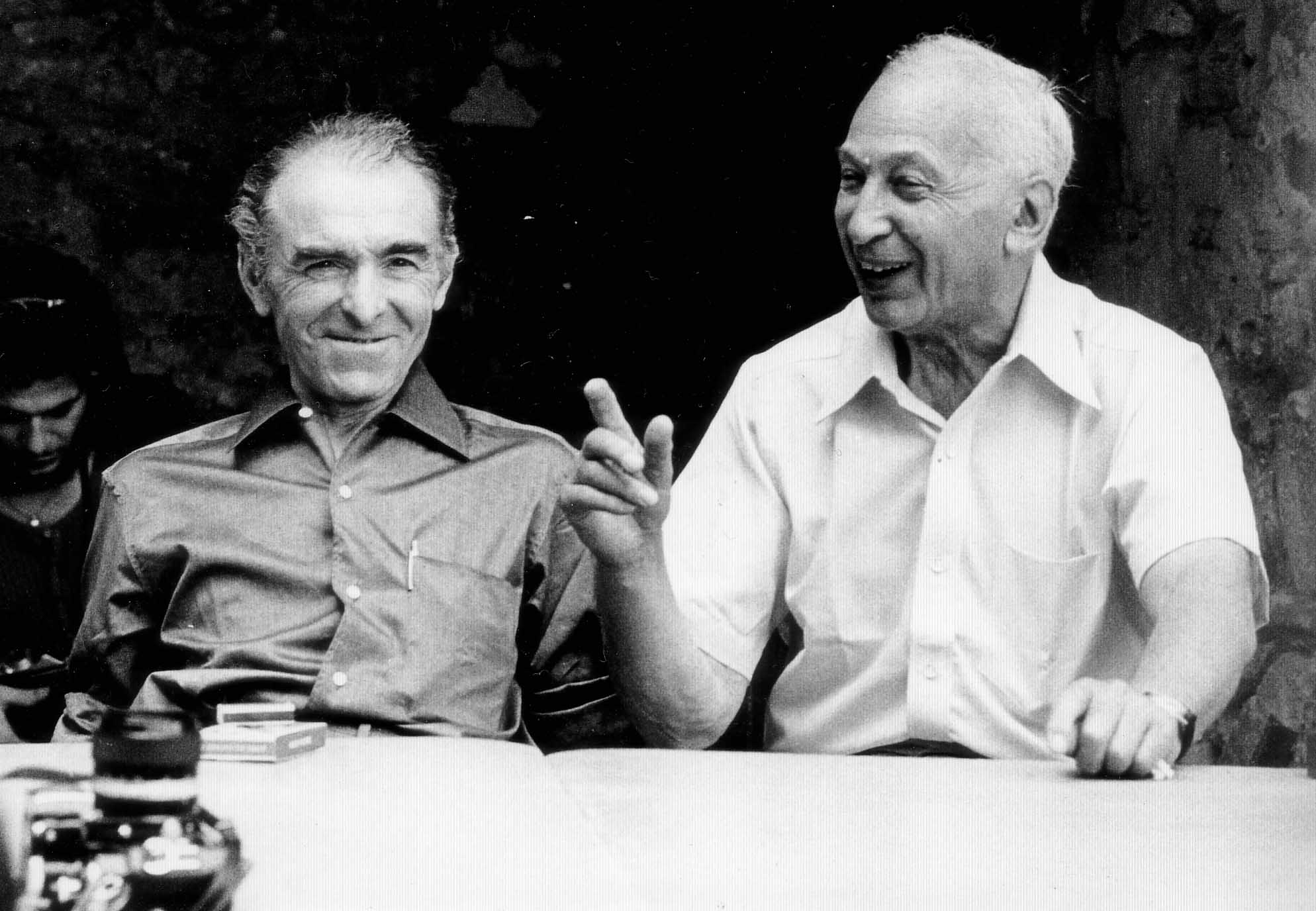
Robert Doisneau (esquerra) i André Kertész, als Rencontres d'Arles (Arle, 1975).

Doisneau va tenir una infància difícil, marcada per la carència afectiva, causada, en part, per la mort prematura de la seva mare, Sylvie Duval, el 1919. El seu pare, Gaston, es va tornar a casar i així Robert va conèixer al seu germanastre Lucien, fotògraf aficionat i que probablement va ser qui el va introduir en el món de la fotografia.
Va rebre formació de gravador litogràfic i tipògraf a l'École Estienne de Paris. A la tardor de 1929 comença a treballar al taller Ullmann, especialitzat en publicitat farmacèutica que posteriorment compraria en morir el seu amo. La seva feina consistia, al principi, en dibuixar a mà alçada texts per cartells. Allà, acompanyat del fotògraf de la casa Lucien Chauffard, comença a realitzar les seves primeres fotografies aprenent a utilitzar la càmera de forma autodidacta llegint les instruccions de les caixes d'emulsió per revelar.
Paral·lelament a la seva activitat professional al taller Ullmann, el municipi de Gentilly li va encarregar algunes imatges per il·lustrar el seu butlletí per les que va utilitzar una càmera de manxa que utilitzava plaques de vidre de 9x12 cm i que li va deixar el seu germanastre Lucien.
El 1931 comença a treballar com a ajudant de fotografia amb l'artista André Vigneau, de qui aprèn coses com la composició fotogràfica, l'ús de la llum o la importància del decorat. En el taller d'en Vigneau va conèixer al pintor Raoul Dufy, als germans Jacques i Pierre Prévert, a Georges Simenon o a Man Ray, entre d'altres.
En una entrevista amb El País Setmanal el 1991 explicava: "Quan jo vaig començar, ningú no coneixia ningú. No hi havia revistes que difonguessin l'obra dels fotògrafs més interessants. Per això l'única persona que em va influir va ser Vigneau. Era formidable: escultor, pintor, fotògraf."
L'any 1932 es va comprar una Rolleiflex de 6x6 amb la que va començar a fer fotos a mercats i que utilitzaria, gairebé exclusivament, fins als inicis de la dècada dels 50. El 25 de setembre de 1932, L'Excelsior publicà el seu primer reportatge fotogràfic amb aquestes fotos. El 1933 les obligacions militars l'obliguen a abandonar París i a André Vigneau i quan torna, el 1934, aquest s'ha volcat en el cinema.
El 28 de novembre de 1934 es va casar amb Pierrette Chaumaison i donat que la crisi dels anys trenta el va afectar, va entrar a treballar a factoria de Renault de Billancourt on va tornar a ser contractat per Lucien Chauffard, que s'havia convertit en el cap del servei fotogràfic de les fàbriques del grup. Inicialment va treballar com a fotògraf industrial i de publicitat fins a ser acomiadat, el juliol de 1939, per les seves repetides absències.
Segons les seves paraules "desobeir em semblava una funció vital i no em vaig privar de fer-ho".
Doisneau doncs, es va sentir alliberat, podent-se dedicar un altre cop a la fotografia independent. Durant aquesta època els seus models van ser Eugène Atget, Imre Kertész i Brassaï. Mitjançant la fotògrafa Hungaresa Ergy Landau, va conèixer a Charles Rado, fundador de l'agència Rado Photos, una de les més importants de París en aquells moments. Just abans de l'estiu de 1939, Rado li va encomanar un reportatge sobre el descens del riu Dordonya en canoa.
Va viure en Montrouge des de 1937 fins a la seva mort.

## Guerra i postguerra
L'agost de 1939 va ser mobilitzat al 81é regiment de caçadors a peu i el van destinar a Alsàcia per fer tasques d'"observador telefonista". Va participar com a soldat a la Resistència francesa durant la Segona Guerra Mundial fins que va ser desmobilitzat l'abril de 1940 degut a una malaltia. Són temps penosos en què realitza feines diverses, de les que, la més interessant des del punt de vista fotogràfic, va ser la de fotografiar científics per encàrrec. Malauradament per les seves conviccions polítiques, aquests encàrrecs eren per Les Noveaux Destins de l'intelligence française, una publicació afí a la França de Vichy.
El 1942, neix Anette, la seva primera filla i just després de la guerra, neix Francine, la seva segona filla. Durant l'alliberament de París, entre les barricades i els carrers, va realitzar el que va considerar com a primer treball veritable de reporter.
Acabada la guerra, és contractat per l'agència Adep i treballa juntament amb Henri Cartier-Bresson i Robert Capa, reflectint l'alegria i la jovialitat de la ciutat de París després de la desgràcia. Des de 1945 col·labora amb Le Point i s'integra per tota la vida a l'Agència Rapho nou nom de l'agència Rado Photos. Tot el seu treball, fora dels encomanats, va continuar centrant-se en la vida pública i situant els seus personatges en un àmbit quotidià "La meva foto és la del món tal com desitjo que sigui"  Arxivat 2005-10-28 a Wayback Machine..
A l'octubre de l'any 1945 va conèixer al poeta Blaise Cendrars, amb qui sentiria una connexió que el portaria, el 1948, a treballar conjuntament en la publicació del seu primer llibre, en el que l'escriptor va redactar el prefaci i va participar activament proposant idees per la seva edició. Gràcies a aquesta feina conjunta, a finals de 1949, va aparèixer La Banlieu de Paris, el seu primer llibre monogràfic.
Durant la postguerra va treballar amb la premsa comunista, amb la que sentia una major connexió: Regards i Action, fins al 1949. Aquest període es correspon amb els anys en els que el fotògraf va ser membre del Partit Comunista Francès. També va treballar per la revista humanista i progressista Réalités, creada el 1946. Parale·lament va continuar treballant per la revista Le Point i sobretot Point de vue. Images du monde, del seu amic Albert Plécy.

## El batec de París
És en aquesta època que Doisneau va conèixer molts escriptors. El grup es reunia a la botiga d'antiguitats regentada per Robert Miquel, de malnom Romi, al número 15 de rue du Seine. Per aquesta botiga, a la que Doisneau va crear la coneguda sèrie de fotografies Le vitrine de Romi, passaven gent com Jacques Delarue, historiador, Michel Ragon, crític d'art, i sobretot Robert Giraud, que era el principal company de Doisneau. Amb Giraud s'obre a la vida nocturna de la capital: jazz, cafès i l'art alternatiu. Recorre Montparnasse i Saint-Germain-des-Prés on es trobarà amb Jean-Paul Sartre, Albert Camus i Jean Cocteau entre d'altres.
A partir de 1952-1953, es comença a sentir limitat pel format quadrat de 6x6 i l'objectiu fix de la seva inseparable Rolleiflex. Aleshores s'interessa, com molts altres fotògrafs de la seva generació, per la Leica amb la seva pel·lícula de 24x36 mm.
De 1949 a 1951 col·labora amb la revista Vogue com a assalariat, per tant va treballar gairebé en exclusiva per a aquesta revista. Posteriorment, Doisneau recordaria aquesta època com un error, com un no estar en el seu lloc, sentint-se com si hagués comès una traïció de classe amb el que ell anomenava "fotografia de baronesses". Portava una doble vida, durant el dia treballs professionals i mundans i per les nits, acompanyat pel seu amic Giraud, anava als barris baixos i a bistrós i acabava els carrets que havia començat aquell mateix dia.
El 1951 abandona Vogue, tot i que encara col·laboraria de manera puntual, sofrint l'eclipsi de la fotografia humanista i dels fotògrafs de la postguerra en la dècada de 1960. Contrastant amb Vogue, Doisneau va començar a la dècada dels 60 i fins a mitjans 80 una col·laboració amb La Vie Ouvrière, el setmanari de la CGT.
No serà fins al 1979 quan Claude Nori rescati a Doisneau publicant una retrospectiva de la seva obra en Tres segons d'eternitat, formada per un centenar d'imatges que mostraven 40 anys de recorregut vital.
Rehabilitat per al món de l'art, a la dècada de 1980 recorre Àsia, amb exposicions multitudinàries a Pequín, Tòquio i Kyoto, a més de Roma i el Museu d'Art Modern d'Oxford.
El 25 de setembre de 1993, Doisneau va fer la seva última foto. L'1 d'abril de 1994, a l'edat de 81 anys, va morir pocs mesos després de la seva dona Pierrette.

## Le Baiser de l'hôtel de ville
El 1950, Doisneau buscava material per complir amb un encàrrec de la revista nord-americana Life, interessada en els enamorats de París. D'allà sortirà la sèrie Petons i la seva obra més significativa: El petó. La fotografia mostra de forma misteriosa una parella besant-se davant l'ajuntament de París i va ser publicada a la revista Life el 12 de juny de 1950.
Molts van pensar que era una fotografia espontània que l'autor havia fet als carrers parisencs. Tanmateix, anys després es va saber que la parella estava formada pels estudiants d'art dramàtic, Françoise Bornet i Jacques Carteaud dels Cursos Simon. L'artista que els faria anònimament famosos els va descobrir en un cafè parisenc i ambdós van acceptar posar davant del seu objectiu fent-se un apassionat petó en meitat del tumult de la ciutat. La foto es va convertir en una icona reconeguda a tot el planeta. El treball recorria tot França i els Estats Units amb gran èxit, i li obriria les portes a l'estranger. El 1951 exposa al Museu d'Art Modern de Nova York. És un petó que va simbolitzar una multitud de coses: l'amor, París com a ciutat romàntica i va representar una època d'exaltació del sentiment. També es va convertir en objecte que va aportar sucosos guanys: encara avui el famós petó ven centenars de milers de còpies anuals.
El 1993 "El Petó" va ser portat a judici. Una parella afirmava haver-se reconegut en la imatge i reclamaven la seva porció del pastís. En aquell temps, van començar a aparèixer dones i homes assegurant ser els amants de l'obra i plantejant demandes de dret d'imatge, aquella mentida que feia creure que era una instantània improvisada no va poder mantenir-se. El fotògraf va guanyar el judici en presentar com a prova la sèrie completa de fotos fetes en diferents punts de París amb la mateixa parella. L'havia trobat en un cafè a prop de l'escola de teatre i els havia proposat de posar per a la foto. Françoise Bornet, la protagonista real de la foto al costat de la seva parella de llavors, Jacques Carteaud, va decidir descobrir el seu secret: volia un percentatge dels guanys. Una altra vegada Doisneau va guanyar a les estrades: va poder comprovar que havia pagat el treball de Bornet i el seu company. La parella va vendre la còpia de la seva foto que li va regalar Doisneau a un col·leccionista suís que va pagar per ella 155.000 € el 2005.
Més tard, reconeixeria el mateix autor:
| «                 | No és una foto lletja, però es nota que és fruit d'una posada en escena, que es besen per a la meva càmera." | » |
| — Robert Doisneau | |   |

Al fotògraf se li han dedicat més d'un centenar de llibres i diverses pel·lícules. Del cartell d'El petó se n'han venut més de 500.000 exemplars a tot el món i el 14 d'abril de 2012, el lloc de recerques Google va retre-li homenatge amb un significatiu doodle.

## Publicacions d'obra gràfica
- La Banlieue de Paris, amb Blaise Cendrars, 1949
- Els parisencs tal com són, 1954
- Instantànies de París, 1956
- Nens de París, 1956
- Pour que Paris soit, 1956
- Une certain Robert Doisneau, 1981
- Des doigts pleins d'encre, amb Cavanna, 1989
- Les Grandes Vacances, amb Daniel Pennac, 1991

## Filmografia
Pel·lícules dirigides
- Les Visitants du Square, 1992.

Pel·lícules en les quals va ser director de fotografia
- El silenci és d'or, 1947. (René Clair)
- París 1900, 1947. (Nicole Védrès)
- Dispareu al pianista, 1960. (François Truffaut)
- Un diumenge en el camp, 1984. (Bertrand Tavernier)

## Premis i guardons
- Premi Kodak 1947.
- Premi Niépce, el 1956 i 1957.
- Gran Premi Nacional de Fotografia a França 1983.

## Filmografia sobre Doisneau
- Bonjour Monsieur Doisneau, 1992. De Jabine Azéma.
- Doisneau des villes et Doisneau des champs, 1993. De Patrick Cazals.
- Robert Doisneau tout simplement, 2000. De Patrick Jendy.